# Ernest al II-lea, Conte de Lippe-Biesterfeld
Ernst al II-lea, Conte de Lippe-Biesterfeld (Ernst Kasimir Friedrich Karl Eberhard; 9 iunie 1842 – 26 septembrie 1904) a fost șeful liniei de Lippe-Biesterfeld a Casei de Lippe. Din 1897 până la moartea sa a fost regent al Principatului de Lippe.